# Площадь трёх вокзалов (остановочный пункт, Алексеевская соединительная линия)
Пло́щадь трёх вокза́лов (до 1 августа 2022 года — Каланчёвская) — остановочный пункт Алексеевской соединительной линии Московской железной дороги в Москве. Входит в Московско-Курский центр организации работы железнодорожных станций ДЦС-1 Московской дирекции управления движением. Входит в состав линий МЦД-2 и МЦД-4 Московских центральных диаметров. Расположен в границах станции Москва-Каланчёвская.
Пассажирская платформа остановочного пункта расположена в пешей доступности от Ленинградского, Ярославского и Казанского вокзалов и станции метро «Комсомольская». На платформе останавливаются электропоезда Курского, Рижского, Киевского и Горьковского направлений МЖД, а также поезда городских линий МЦД-2 и МЦД-4; платформа является конечной для нескольких пар электропоездов. Ранее, до 21 ноября 2019 года, существовало движение с Курского на Смоленское направление, но оно было приостановлено.

## История

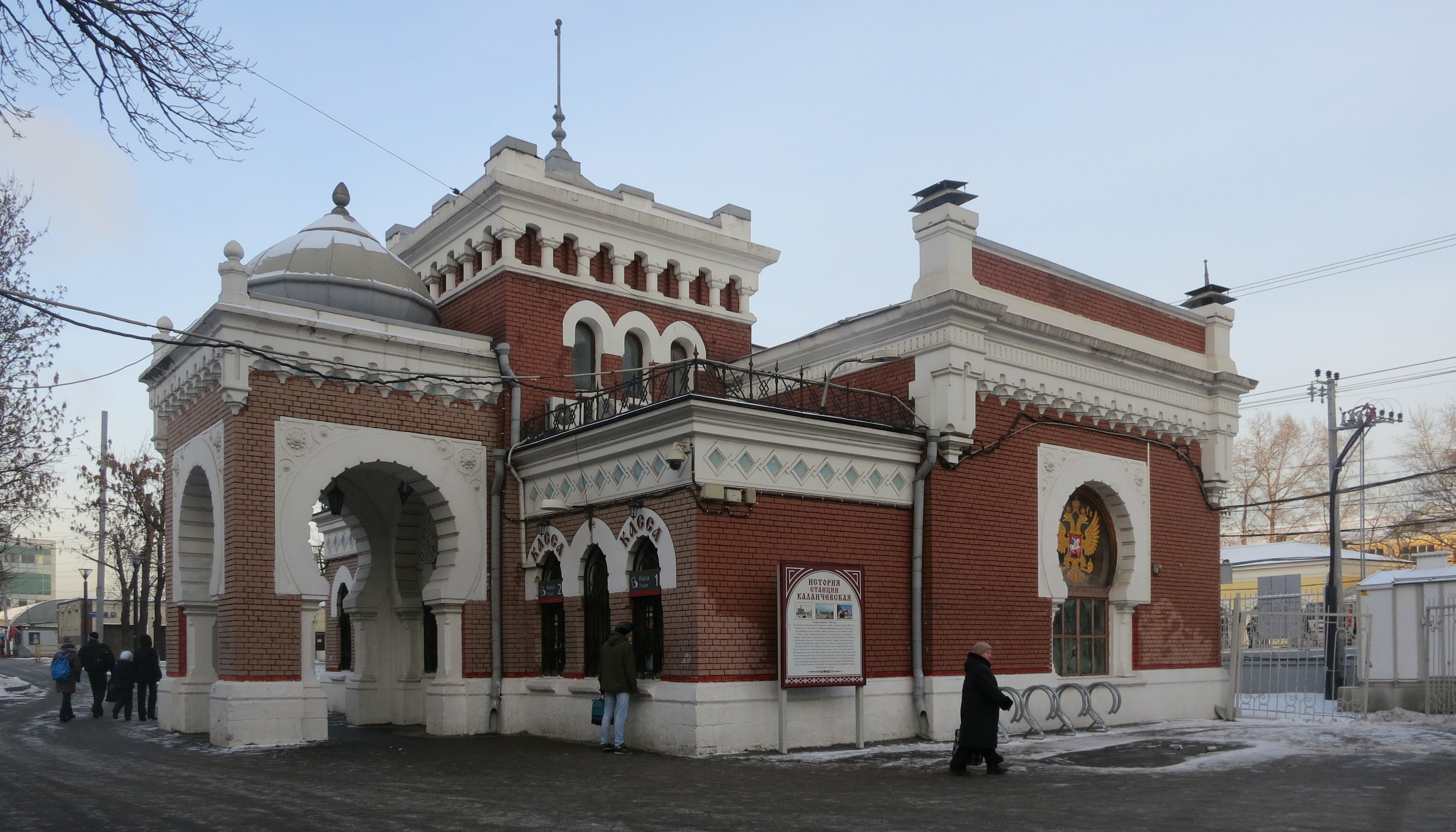
Современный вид Императорского железнодорожного павильона

Остановочный пункт был введён в эксплуатацию вместе со станцией в 1865 году.
В 1896 году построено здание Императорского железнодорожного павильона для предполагавшегося приёма коронационного поезда Николая II.
С советского времени до 2020-х на станции было 2 боковых платформы. До 1990-х годов существовала ещё одна островная платформа, а также надземный пешеходный переход между платформами. Переход разобран на рубеже 1970-х — 1980-х, платформа некоторое время не использовалась, позже разобрана и она.
Во второй половине 2000-х — первой половине 2010-х годов рассматривались проекты строительства на месте платформы вокзального комплекса, на котором планировалось разместить общий конечный пункт для всех аэроэкспрессов, прибывающих из трёх аэропортов Москвы.

## Переименование
До 1 августа 2022 года остановочный пункт носил название Каланчёвская. Переименование было проведено по результатам голосования на портале «Активный гражданин», где абсолютное большинство участников проголосовало за новое название. Переименование вызвало неоднозначную реакцию в обществе. Среди аргументов против переименования: 
- Расположенная поблизости площадь, на которой расположены Ленинградский, Ярославский и Казанский вокзалы, носит название  Комсомольская, а не Трёх вокзалов.
- Топоним Каланчёвской на железной дороге существует более полутора веков, а в отношении местности применяется с XVII века. Переименование можно рассматривать как пример уничтожения исторических связей.
- По классификации мэрии на обновленном остановочном пункте появился ещё один вокзал — Московский городской вокзал Площадь трёх вокзалов, таким образом он является уже четвёртым вокзалом на Комсомольской площади. А в перспективе планируется возведение пятого — вокзала ВСМ.

## Реконструкция
С 2019 года остановочный пункт включён в структуру МЦД, что потребовало увеличения пропускной способности железнодорожной линии. 
- С этой целью в 2020 году начата реконструкция как самой платформы, так и прилегающего с юга Каланчёвского путепровода с устройством дополнительных железнодорожных путей[8].
- На остановочном пункте построены две новые островные платформы с навесами во всю длину, информационными стелами и табло, а также современным освещением.
- Также в южной части платформы построен подземный вестибюль.
- 29 мая 2021 года открыта первая новая островная платформа, на ней останавливаются все электропоезда МЦД-2 из Подольска в сторону Нахабино[9][10].
- 3 июля 2022 года[11] открыт вестибюль остановочного пункта для поездов МЦД-2.
- 2 июня 2023 года завершилась реконструкция для поездов МЦД-4 и полная реконструкция станции, включая участок «Площадь Трёх Вокзалов — Курская»[12].

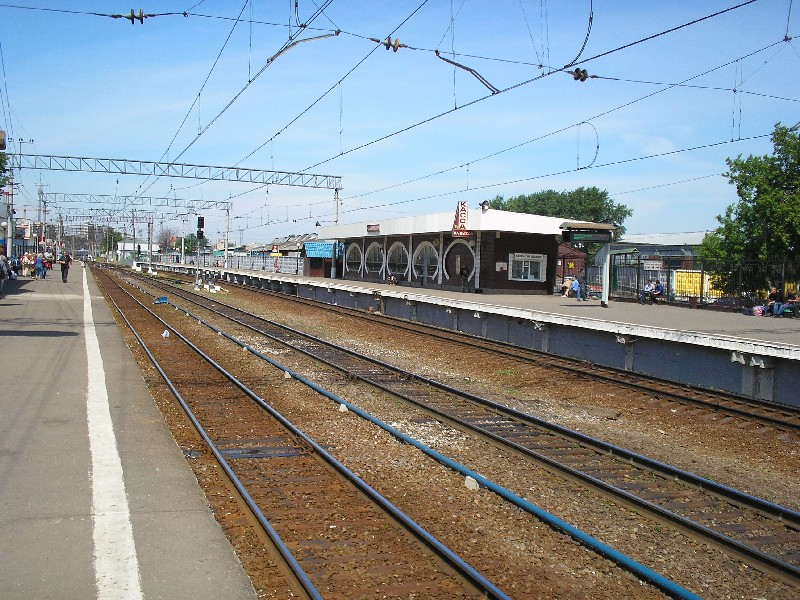
Павильон 1990-х годов на платформе на север, разобран в 2020 году

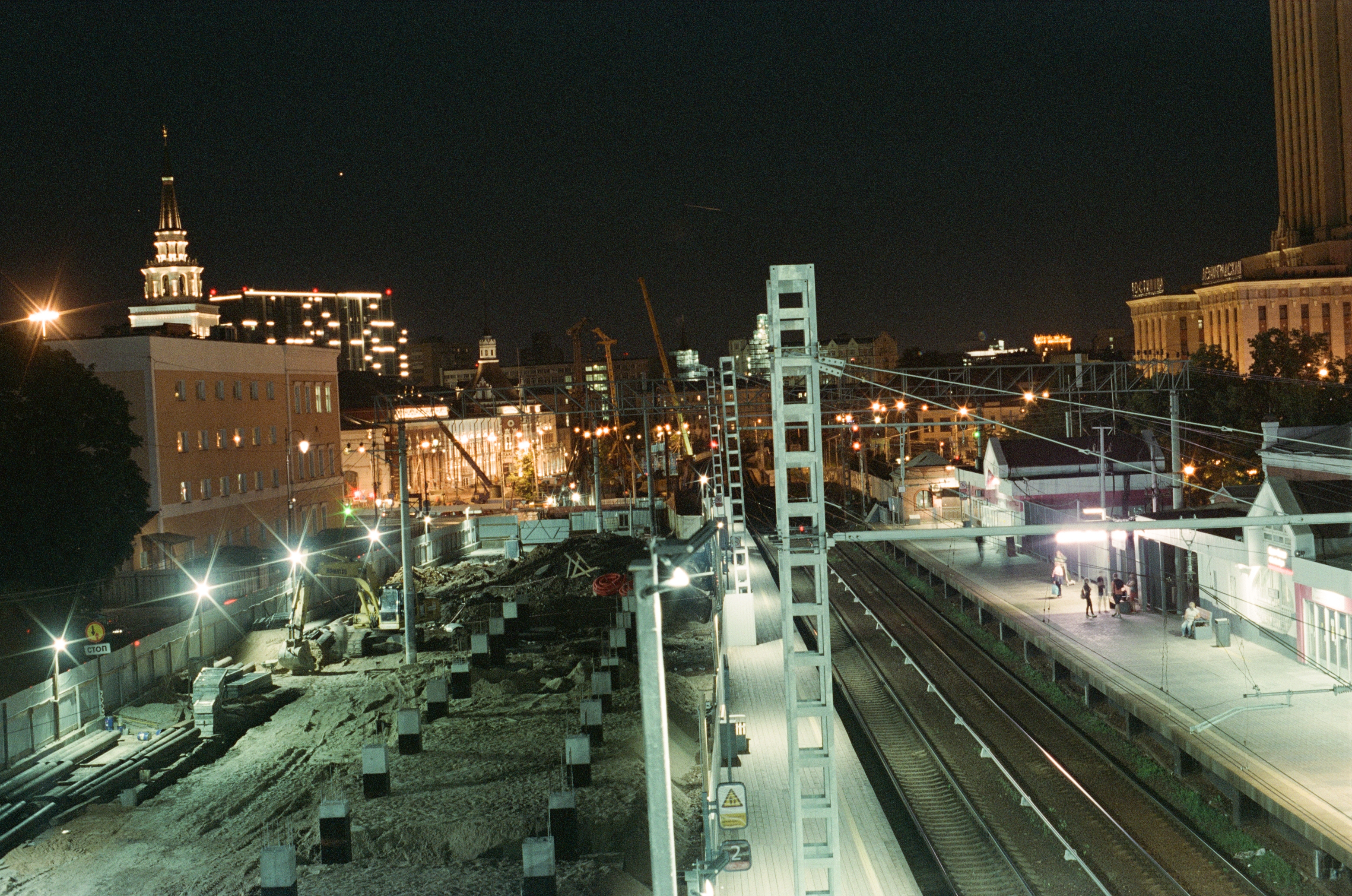
Строительство новой платформы для линии МЦД-4 (июнь 2020)

С начала июля 2021 года по 29 июля 2022 года движение поездов осуществлялось в реверсивном движении: между двумя поездами в одну сторону интервал составлял 18 минут. Днём (после 15:00) 30 июля 2022 года движение было полностью прекращено, 31 июля 2022 осуществлялось в реверсивном режиме, но интервал между поездами в одну сторону составлял 54 минуты. 1 августа 2022 года, в связи с окончанием строительства третьего пути, необходимость в реверсе исчезла, а интервал между поездами в одну сторону сокращён до 6—12 минут.

## Обслуживаемые направления
Беспересадочное пригородное сообщение осуществляется:
- На северо-запад по Рижскому направлению — до Шаховской (включая экспрессы).
- На юг по Курскому направлению — до Тулы, экспрессы до Серпухова.
- На юго-запад по Киевскому направлению — до Апрелевки.
- На восток по Горьковскому направлению — до Владимира (включая экспрессы), по ответвлениям — до Захарова и Электрогорска.

## Описание
Остановочный пункт состоит из двух островных платформ. Выход на улицу и переход между платформами осуществляется через подземный зал. Платформы и пути вблизи них расположены на насыпи параллельно Каланчёвской улице. 

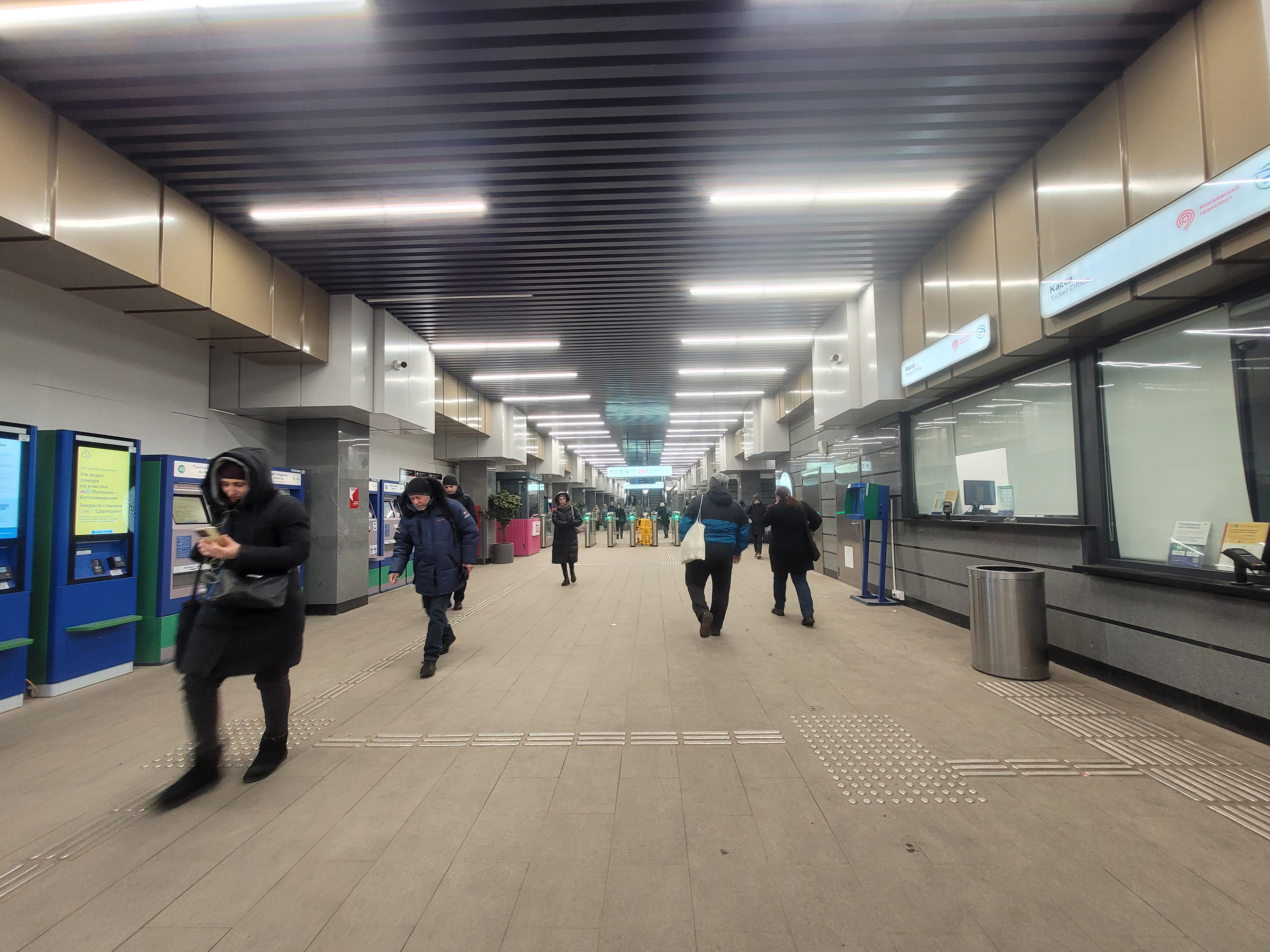
Подземный зал

Выходы на улицы Каланчёвская, Большая Спасская, Краснопрудная; к Грохольскому переулку, Комсомольской площади.

## Наземный общественный транспорт
На этой станции можно пересесть на следующие маршруты городского пассажирского транспорта:
- Автобусы: 40, с633, н15
- Троллейбусы: Т